# Билек, Михал
Ми́хал Би́лек (чеш. Michal Bílek; род. 13 апреля 1965[…], Прага) — чешский футболист; тренер. Играл на позиции правого полузащитника и большую часть своей карьеры провёл в пражской «Спарте», которую после завершения карьеры футболиста тренировал с 2006 по 2008 год, а также был главным тренером сборной Чехии с 2009 по 2013 год.

## Карьера

### Клубная
В «Спарте» Билек дебютировал в очень раннем возрасте: ему было 17 лет. Он провёл за столичный клуб всего 13 встреч и через год перешёл в команду «Руда Гвезда». Проведя полсотни матчей в составе «Руды Гвезды» и забив 4 мяча, он вернулся в состав «спартанцев» в 1986 году. Трижды стал чемпионом Чехословакии и в 1990 году был продан в «Реал Бетис», однако покинул клуб ввиду его вылета в Сегунду. Вернувшись в Чехию, успел сыграть за «Викторию» из Жижкова и «Теплице», а также поиграть в составе «Спарты». Завершил игровую карьеру в 2000 году.

### В сборной
Вызов в сборную получил в 22 года. Впервые сыграл 27 октября 1987 года в Братиславе против Польши, встреча завершилась победой команды Чехословакии со счётом 3:1. Был участником чемпионата мира 1990 года. Последнюю игру провёл уже в составе чешской сборной 29 марта 1995 года в Остраве против Беларуси.

### Тренерская
Первым клубом, который возглавил Билек, стал «Теплице». Вскоре Билек покинул его и отправился тренировать команду «Картахинес» из Коста-Рики. За свою карьеру Билек работал тренером в «Ружомбероке», родной пражской «Спарте», плзеньской «Виктории», а также юношеской сборной Чехии. В 2009 году стал главным тренером сборной Чехии, с которой дошёл до 1/4 финала Евро-2012. 6 июня 2014 года возглавил тбилисское «Динамо», однако спустя два месяца президент клуба абсолютно поменял стратегию клуба ввиду финансовых проблем и желания омолодить состав, в итоге стороны пришли к расторжению контракта, как и 12 футболистов основного состава 27 июля 2014 года.
В сентябре 2016 года был назначен главным тренером «Высочины» из города Йиглавы.
В феврале 2019 года стал тренером сборной Казахстана. В первом же матче была побеждена сборная Шотландии 3:0 на своём поле. В 2020 году стал по совместительству тренером ФК «Астана».

## Достижения

### Игрока
- Чемпион Чехословакии (4): 1986/87, 1987/88, 1988/89, 1993
- Обладатель Кубка Чехословакии (2): 1987/88, 1988/89
- Обладатель Кубка Чехии (2): 1992/93, 1993/94
- Футболист года в Чехословакии: 1989

### Тренера
- Чемпион Чехии (2): 2006/07, 2021/22
- Обладатель Кубка Чехии: 2006/07
- Полуфиналист чемпионата Европы (до 19): 2003
- Четвертьфиналист чемпионата Европы 2012
- Обладатель Суперкубка Казахстана 2020